# کوستلتس (ناحیه تاخوف)
کوستلتس (به چکی: Kostelec) یک منطقهٔ مسکونی در جمهوری چک است که در ناحیه تاخوو واقع شده‌است. کوستلتس ۳۰٫۸۷ کیلومتر مربع مساحت و ۵۴۶ نفر جمعیت دارد و ۴۸۲ متر بالاتر از سطح دریا واقع شده‌است.